# 罗伯特·科利
罗伯特·科利（英語：Robert Colley，1954年11月10日—），新西兰男子拳击运动员。他曾代表新西兰参加1974年英联邦运动会拳击比赛，获得一枚铜牌。他也曾参加1976年夏季奥林匹克运动会。